# Medicinsk udstyr
Medicinsk udstyr er enhver type udstyr der skal bruges til medicinske formål. Medicinsk udstyr kan enten bruges til at behandle eller diagnosticere udstyr. Det kan være bl.a. kirurgisk udstyr som skalpeller og tænger, medicinske apparater som respiratorer og røntgenmaskiner eller proteser af forskellig art. Medicinsk udstyr er reguleret af forordning (EU) 2017/745.
Der er gjort arkæologiske fund af genstande som man antager har været medicinsk udstyr, som er dateret til ca 7000. f.v.t. i Baluchistan i form af tandlægebor fremstillet i flintesten. Studier af arkæologiske og romersk litteratur indikerer også, at mange typer medicinsk udstyr var udbredt i Romerriget.
Det globale marked nåede omkring $209 mia. i 2006 og blev estimeret til at have en værdi på mellem $220–250 mia. i 2013. USA kontrollerede ca. 40% af markedet, efterfulgt af Europa (25%), Japan (15%) og resten af verden (20%).
Til producenter af medicinsk udstyr er der krav til god dokumentationspraksis.